# فانبورت (مقاطعة بيفر)
فانبورت، مقاطعة بيفر (بنسيلفانيا) (بالإنجليزية: Vanport Township, Beaver County, Pennsylvania)‏ هي منطقة سكنية تقع في الولايات المتحدة في مقاطعة بيفر (بنسيلفانيا). يقدر عدد سكانها بـ 1,321 نسمة ومساحتها 3.1 كم2 .